# Nova Trento
Nova Trento is een gemeente in de Braziliaanse deelstaat Santa Catarina. In 2010 telde de gemeente 12.179 inwoners.

## Aangrenzende gemeenten
De gemeente grenst aan Botuverá, Brusque, Canelinha, Leoberto Leal, Major Gercino, São João Batista en Vidal Ramos.